# Didemnum grande
Didemnum grande är en sjöpungsart som först beskrevs av William Abbott Herdman 1886.  Didemnum grande ingår i släktet Didemnum och familjen Didemnidae. Inga underarter finns listade i Catalogue of Life.